# Faŷr

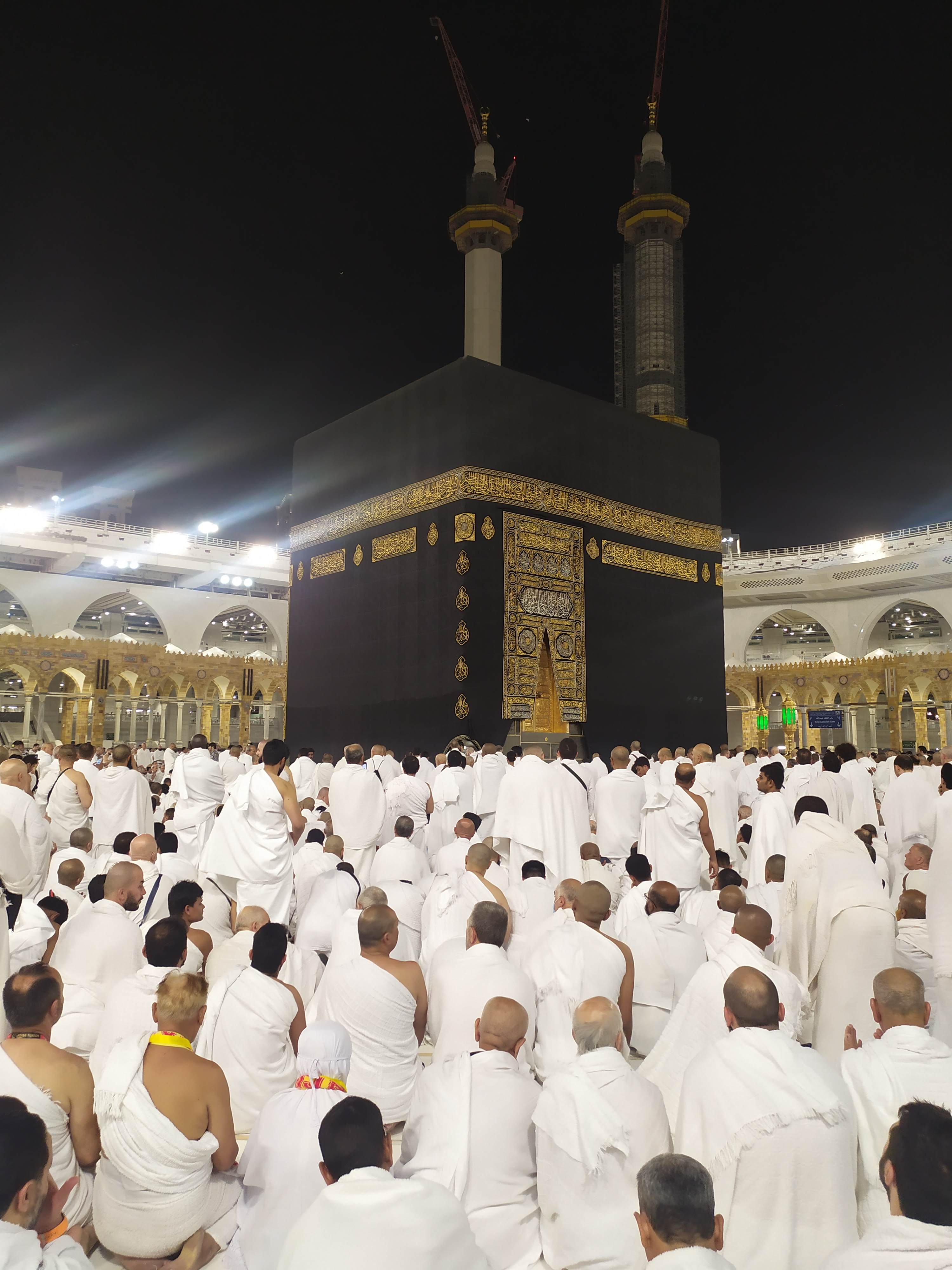
La Santa Kaaba, oración del amanecer

Faŷr (en árabe: صَلَاةُ الْفَجْر‎, romanizado: ṣalāt al-faǧr, lit. 'oración matutina, oración matinal') es la primera de las cinco oraciones diarias que realizan los practicantes del islam (faŷr significa amanecer en árabe). Las cinco oraciones diarias son uno de los cinco pilares del Islam, en el Islam sunita, y una de las diez Prácticas de la religión (Furū al-Dīn) según el Islam chiita.
La oración faŷr es mencionada en el Corán en la sura 24 (An-Nur) ayah. Está inspirada en el tafsir de los dos hadiths que fueron transmitidos en nombre del profeta Mahoma, la plegaria diaria faŷr es muy valorada ya que según los creyentes es la oración favorita de Dios ya que cuando se la pronuncia las otras personas se encuentran durmiendo. Ello ha convertido a la plegaria diaria faŷr en la plegaria esencial y obligatoria de la congregación que debe ser realizada cuando los musulmanes se juntan en grupos en las mezquitas.
La oración faŷr requiere dos fard rakaʿāt. En una congregación, el líder de la plegaria (imam) la recita en voz alta. Sin embargo, se recomienda realizar dos sunnah rakaʿāt antes de las dos fard rakaʿāt.
El lapso de tiempo durante el cual se debe realizar la oración faŷr (con el recitado en voz alta del Corán) es desde el comienzo del amanecer hasta que sale el Sol.
La llamada a la plegaria faŷr marca el comienzo del ayuno obligatorio diario (sawm) durante el mes sagrado musulmán del Ramadán. El Corán posee una sura, Al-Faŷr, con el mismo nombre.